# Montliard
Montliard is een gemeente in het Franse departement Loiret (regio Centre-Val de Loire) en telt 175 inwoners (1999). De plaats maakt deel uit van het arrondissement Pithiviers.

## Geografie
De oppervlakte van Montliard bedraagt 9,2 km², de bevolkingsdichtheid is 19,0 inwoners per km².
De onderstaande kaart toont de ligging van Montliard met de belangrijkste infrastructuur en aangrenzende gemeenten.

## Demografie
Onderstaande figuur toont het verloop van het inwonertal (bron: INSEE-tellingen).